# Ван Дал, Ханнес
Ханнес Ван Дал (швед. Hannes Van Dahl, родился 18 января 1990 года) — шведский музыкант, известный благодаря участию в хеви-пауэр-метал группе Sabaton в качестве барабанщика.

## Биография
Карл-Ханнес Дал родился в Швеции и во взрослом возрасте сменил имя на Ханнес Ван Дал. Его интерес к тяжёлой музыке возник из-за катания на скейтборде и его двоюродного брата, который дал ему послушать такие группы как Metallica, Judas Priest и Iron Maiden. Первой метал-песней, услышанной Далем была «For Whom the Bell Tolls». В возрасте 10 лет он начал играть на бас-гитаре, но быстро потерял интерес и перешёл на барабаны. Его первая группа называлась «The Motherfuckers».
Позже он основал группу «Downthrust», но в 2009 году присоединился к Evergrey, заменив Йонаса Экдала. Учитель Ван Даля по игре на барабанах Сноуи Шоу, увидев в нём потенциал, порекомендовал Ван Даля для Evergrey.
Во время работы Сноуи Шоу в качестве барабанщика Sabaton Ван Дал присоединился к Шоу в качестве барабанного техника на четырёх концертах. После репетиции в The Abyss он присоединился к Sabaton в качестве официального участника группы во время тура Swedish Empire Tour в 2013 году. В 2014 году Sabaton выпустили альбом Heroes, который стал первым альбомом Sabaton, записанным группой с Ханнесом Ван Далем.

## Личная жизнь
Ван Дал женат на вокалистке Nightwish — Флор Янсен. Их дочь Фрея родилась 15 марта 2017 года. Из-за рождения ребёнка барабанщику пришлось пропустить европейский тур Sabaton в поддержку альбома The Last Stand.
20 октября 2023 Флор объявила в соцсетях, что они с Ханнесом стали родителями во второй раз. Дочь назвали Люси.

## Дискография
С Evergrey
- Glorious Collision (2011)

С Sabaton
- Heroes (2014)
- Heroes on Tour[пол.] (2016)
- The Last Stand (2016)
- The Great War (2019)
- The War to End All Wars (2022)
- Weapons On The Modern Age (2022)
- Heroes of the Great War (2023)

Как гость
- С Биффом Байфордом, Эриком Питерсоном, Сесилией Наппо и Джей Джей Френч[англ.]: Spin the Wheel (2021)[7]